# 3MI (instrument)
3MI (Multi-viewing Multi-channel Multi-polarisation imager : instrument multi-vues, multi-canaux et multipolarisation) est un instrument de télédétection développé par EUMETSAT et l'Agence spatiale européenne dans le cadre du projet  EPS-SG (Eumetsat Polar System - Second Generation). Il s'agit d'un radiomètre destiné à l'étude des aérosols et de la composition chimique de l'atmosphère. Il permettra également une mesure de l'albédo de surface ainsi qu'une caractérisation précise des nuages (extension verticale, épaisseur optique, taille des particules, facteur d'asymétrie et orientation des particules). Ces données auront notamment pour but l'observation de l'évolution du climat, de la qualité de l'air et l'amélioration des modèles numériques.
Ses capacités de multidirectionalité, d'analyse mutispectrale et de polarisation de la lumière sont basées sur son prédécesseur, l'instrument POLDER.
Trois instruments seront lancés à bord des satellites MetOp-SG-A1, MetOp-SG-A2 et MetOp-SG-A3 en 2023, 2030 et 2037 respectivement.

## Historique
3MI est directement inspiré de son prédécesseur, POLDER (POLarization and Directionality of the Earth's Reflectances). Trois instruments POLDER ont permis de récolter des données sur les aérosols, les nuages et le bilan radiatif entre 1996 et 2013 : POLDER-1, embarqué sur ADEOS-I, entre novembre 1996 et juin 1997,  POLDER-2, embarqué sur ADEOS-II, entre avril 2003 et octobre 2003 et enfin POLDER-3, embarqué sur PARASOL, entre décembre 2004 et décembre 2013. Ce dernier a fait partie de la constellation de satellites A-Train (Afternoon Train) entre 2005 et 2009 avant que son orbite ne soit abaissée en décembre 2009 pour des questions de sécurité. Le satellite Glory avait pour objectif de prendre la relève de POLDER  au sein de l'A-Train pour l'acquisition de mesures multi-polarisées et multidirectionnelles grâce à l'instrument APS (Aerosol Polarimetric Sensor) qui aurait transmis des données avec une précision plus grande. Néanmoins, il fut perdu lors de son lancement en mars 2011.
Le projet 3MI est alors prévu à bord des plateformes MetOp-SG afin de pouvoir encore disposer de mesures multidirectionnelles et polarisées. De plus, ces plateformes disposeront aussi d'autres instruments de mesure complémentaires, ce qui permet de coupler les différentes informations reçues.
Une fois les phases d'étude (A/B1) de MetOp-SG terminées en 2013, les phases d'implémentation débutent en 2014.
En 2018, une fois la conception terminée, les campagnes de test des satellites MetOp-SG sont lancées. Elles ont lieu tout d'abord au pôle Airbus Defence and Space (ADS) de Toulouse puis au centre de tests de l'ESTEC aux Pays-Bas. Les tests sont faits sur un prototype (Structural and Thermal Model, STM) et ont pour objectif de vérifier la réponse de la structure aux futures conditions de pression, éclairement solaire et température ainsi qu'aux chocs qu'il subira au lancement.

## Objectifs de 3MI
Le principal objectif de 3MI est la caractérisation des aérosols dans le but d'améliorer les modèles climatiques. Grâce à sa capacité à analyser l'état de polarisation de la lumière réfléchie sous différents angles, 3MI permet de mesurer diverses caractéristiques des aérosols : leur épaisseur optique, taille, altitude et leur capacité d'absorption. Toutes ces données amélioreront les calculs de la qualité de l'air et permettront une meilleure compréhension de l'interaction des aérosols avec les nuages, de leur effet sur les phénomènes climatiques.
Néanmoins, tout comme POLDER, 3MI permettra également l'étude d'autres propriétés radiatives de l'atmosphère, l'étude des nuages (propriétés physiques et microphysiques) et de leur évolution en fonction des changements climatiques. L'observation de l'albédo terrestre (terres et océans) sera améliorée grâce aux caractéristiques multi-angulaires, en obtenant des valeurs plus précises de réflectivité bidirectionnelle.
Le fait que trois instruments soient prévus au lancement tous les sept ans, d'une durée de vie programmée de sept ans et demi chacun, la mission permettra l'acquisition de données avec le même type d'instrument pendant une longue période, critère essentiel pour l'étude de l'évolution du climat.

## Caractéristiques techniques et conception

### Principe de fonctionnement des acquisitions multi-spectrales

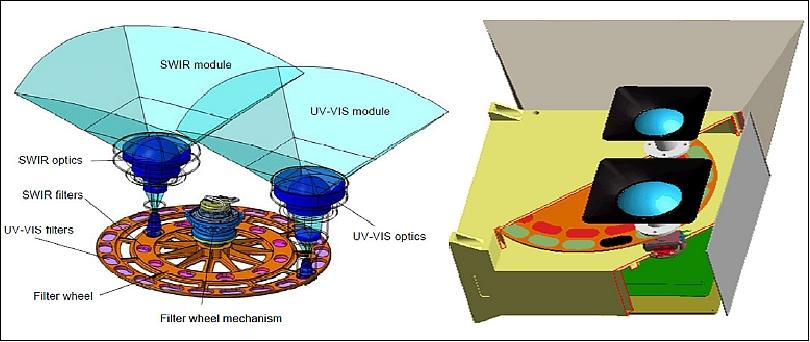
Schéma de l'instrument 3MI (phase 0). Crédit ESA.

3MI est un radiomètre optique multispectral, il est capable de mesurer douze bandes spectrales comprises entre 410 et 2 130 nm. Neuf de ces douze canaux spectraux sont polarisés, donnant des informations sur trois directions de polarisation par canal (0°, +60°, -60°).
Le principe de fonctionnement est basé sur une roue porte-filtres, chaque filtre correspondant à une bande spectrale. Pour les bandes spectrales dont la polarisation est analysée, trois filtres sont nécessaires, polarisés linéairement à 0°, 60°, -60°. Une rotation complète permet d'obtenir une image par canal (trois pour les canaux polarisés) en sept secondes.
Les images sont capturées par deux modules, VNIR (visible, infrarouge) de 410 à 910 nm et SWIR (shortwave, infrarouge proche) de 910 à 2 130 nm au lieu d'un seul pour POLDER. Chaque module est constitué d'un télescope donnant sur un récepteur. Pour le module VNIR, il s'agit d'un capteur CCD (Charge-coupled Device) et pour le SWIR d'un détecteur photovoltaïque HgCdTe, tous deux montés sur un circuit CMOS. Les deux modules se partagent un dispositif porte-filtres mais chacun possède son propre set de filtres.
| Canal  | Longueur d'onde centrale | Largeur à mi-hauteur (LMI) | Polarisation | Principales utilisations                                                 |
| ------ | ------------------------ | -------------------------- | ------------ | ------------------------------------------------------------------------ |
| 3MI-2b | 410 nm                   | 0,02 μm                    | Oui          | Absorption par les aérosols, cendres.                                    |
| 3MI-3  | 443 nm                   | 0,02 μm                    | Oui          | Absorption par les aérosols, indicateur d'altitude                       |
| 3MI-4  | 490 nm                   | 0,02 μm                    | Oui          | Aérosols, albédo de surface, réflexion par les nuages, épaisseur optique |
| 3MI-5  | 555 nm                   | 0,02 μm                    | Oui          | Albédo de surface                                                        |
| 3MI-6  | 670 nm                   | 0,02 μm                    | Oui          | Propriétés des aérosols                                                  |
| 3MI-7  | 763 nm                   | 0,01 μm                    | Non          | Altitude des aérosols et nuages                                          |
| 3MI-8  | 765 nm                   | 0,04 μm                    | Non          | Altitude des aérosols et nuages                                          |
| 3MI-9  | 865 nm                   | 0,04 μm                    | Oui          | Végétation, aérosols, nuages, propriétés de surface                      |
| 3MI-9a | 910 nm                   | 0,02 μm                    | Non          | Vapeur atmosphérique, correction atmosphérique                           |
| 3MI-10 | 1370 nm                  | 0,04 μm                    | Oui          | Cirrus, vapeur atmosphérique                                             |
| 3MI-11 | 1650 nm                  | 0,04 μm                    | Oui          | Caractérisation de surface                                               |
| 3MI-12 | 2130 nm                  | 0,04 μm                    | Oui          | Caractérisation de surface                                               |

### Multidirectionnalité et résolution spatiale
Tout comme POLDER, 3MI est capable d'observer une même cible sous plusieurs angles. Lors de l'acquisition de deux images successives, le recouvrement entre les deux images permet d'avoir une vue d'un point sur Terre sous deux angles zénithaux d'observation différents. Les acquisitions sont faites avec une période régulière (une toutes les 22 secondes environ) tout au long de l'orbite en mode Along-Track acquisition (ALT). 3MI peut ainsi fournir des valeurs de luminance au sommet de l'atmosphère sous différents angles d'observation.
Les deux modules VNIR et SWNIR décrits précédemment ne possèdent pas le même champ de vue, celui-ci étant différent dans la direction de l'orbite (Along-track, ALT).  Le nombre de directions de visée sous lesquelles une même cible peut être vue est donc différent pour les deux. Ainsi, on peut avoir 14 angles zénithaux d'observation pour les images capturées par le VNIR et 6 pour ceux capturés par le SWIR.

### Améliorations par rapport à POLDER
Le nombre de canaux a été étendu par rapport à celui de POLDER, qui permettait des mesures entre 443 et 910 nm sur neuf canaux dont trois polarisés.
La résolution spatiale est quant à elle passée de 6 km² à 4 km². Grâce à des champs de vues plus grands que ceux de POLDER (50° en Across-Track, contre 46° pour POLDER), l'empreinte au sol de 3MI (2 200 km) est également plus grande que celle de POLDER (1 366 km), ce qui permet une meilleure couverture spatiale.